# Shaft, Iran
Shaft este un oraș din Iran.